# Siriella dubia
Siriella dubia är en kräftdjursart som beskrevs av Hansen 1910. Siriella dubia ingår i släktet Siriella och familjen Mysidae. Inga underarter finns listade i Catalogue of Life.